# سكوت ميرفي (مهندس)
سكوت ميرفي (بالإنجليزية: Scott Murphy)‏ هو مهندس أمريكي، ولد في 13 أكتوبر 1954 في شيكاغو في الولايات المتحدة.

## وصلات خارجية
- الموقع الرسمي